# Кнежевац (Чаглин)
Кнежевац је насељено место у општини Чаглин, у Славонији, Република Хрватска.

## Историја
До нове територијалне организације место је припадало бившој великој општини Славонска Пожега.

## Становништво
Насеље је према попису становништва из 2011. године имало 89 становника.
| Националност       | 1991.        |
| Хрвати             | 112 (85,49%) |
| Срби               | 0            |
| Југословени        | 4 (3,05%)    |
| остали и непознато | 15 (11,45%)  |
| Укупно             | 131          |